# كاخيتا
كَخيتة أو كَهيتة أو كاخيتا دي سيلايا (بالإسبانية: Cajeta de Celaya - كاخيتا دي سلاگا) و(بالإنجليزية: Cajeta de Celaya - كاجيتا دي سلايا)، هي حلوى مصنوعة من شراب مكثف وعادةً ما يتم إعدادها من حليب الماعز المكرمل. وهي نوع من الدولسي دي ليتشه (dulce de leche). تمييز مدينة سيلايا في ولاية غواناخواتو في المكسيك بإعداد هذه الحلوى.
تُحضر الكَخيتة عن طريق غلي حليب الماعز على نار هادئة (وفي بعض الأحيان سائل محلى آخر) مع التحريك المستمر حتى تزداد لزوجتة بسبب تبخر الماء ويتكرمل. وعلى الرغم من كون حليب الماعز هو السائل الأكثر شيوعاً لإعداد هذه الحلوى إلا إن أنواع أخرى من السوائل أو العصائر تُستخدم أيضاً.
في مدينة سيلايا وصولاً إلى باقي أنحاء المكسيك، أصبحت الحلوى المكونة من حليبي الماعز والبقر بالتساوي تُعرف باسم "cajeta"، في إي مكان آخر تُعرف حلوى الحليب هذه باسم «ليتشه كيمار» (leche quemada) أو «دولسي دي ليتشه» (dulce de leche)، ألخ. للكَخيتة أنواع أخرى مشابهة لها في العديد من حلويات المطبخ الهندي المعتمدة على الحليب مثل حلوى «البيرا» و«البارفي». تؤكل الكَخيتة بمفردها كحلوى أو كحشوة للخبز والمعجنات مثل التشيرو، أو توضع فوق المثلجات.
في كثير من الأحيان تستخدم حلوى الكَخيتة لإعداد الكريب كصلصة حلوة مخففة بالحليب لوضعها فوق الكريب.

## معرض صور

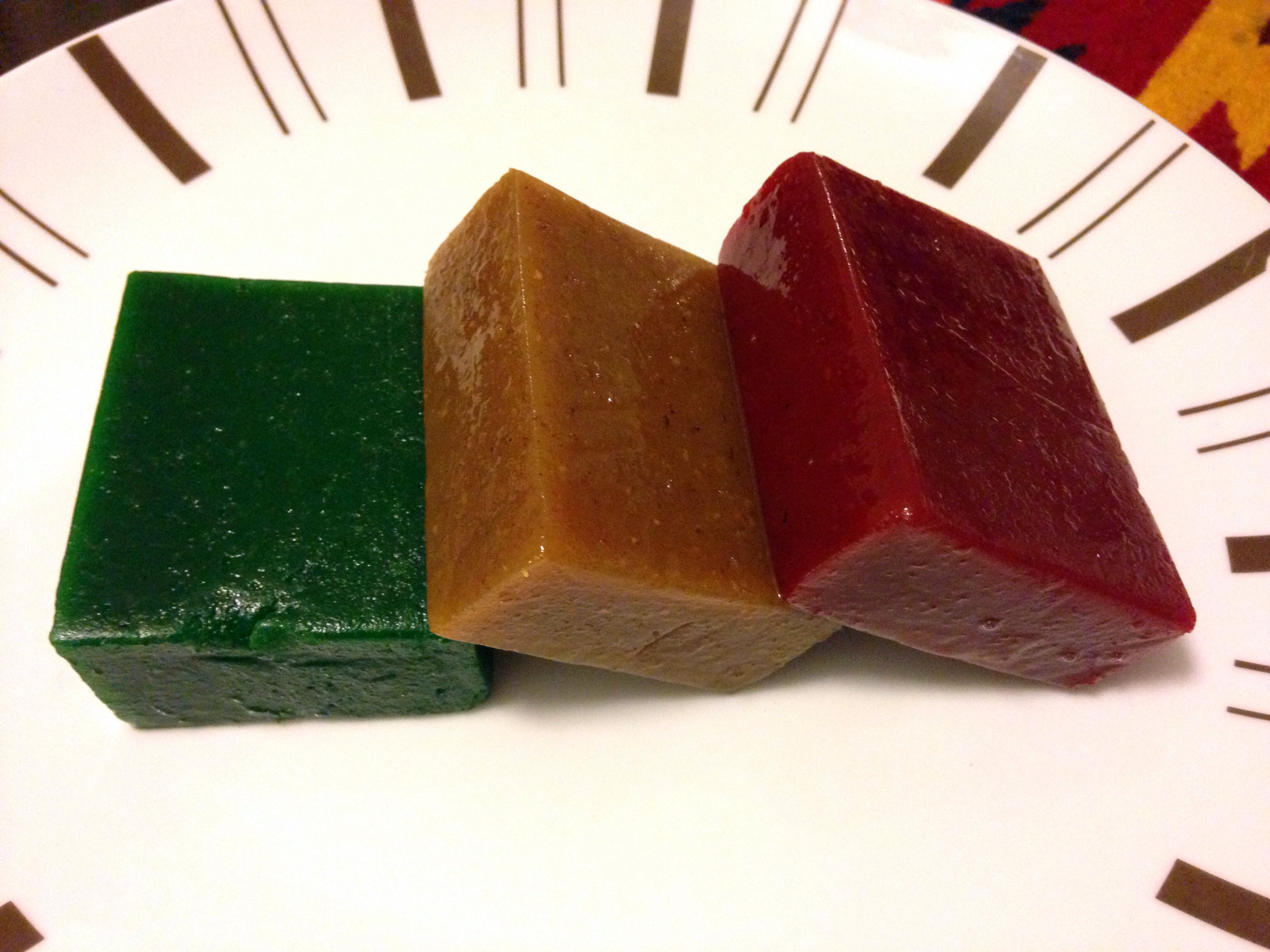
حلوى كاخيتا من الكمثرى والجوافة.
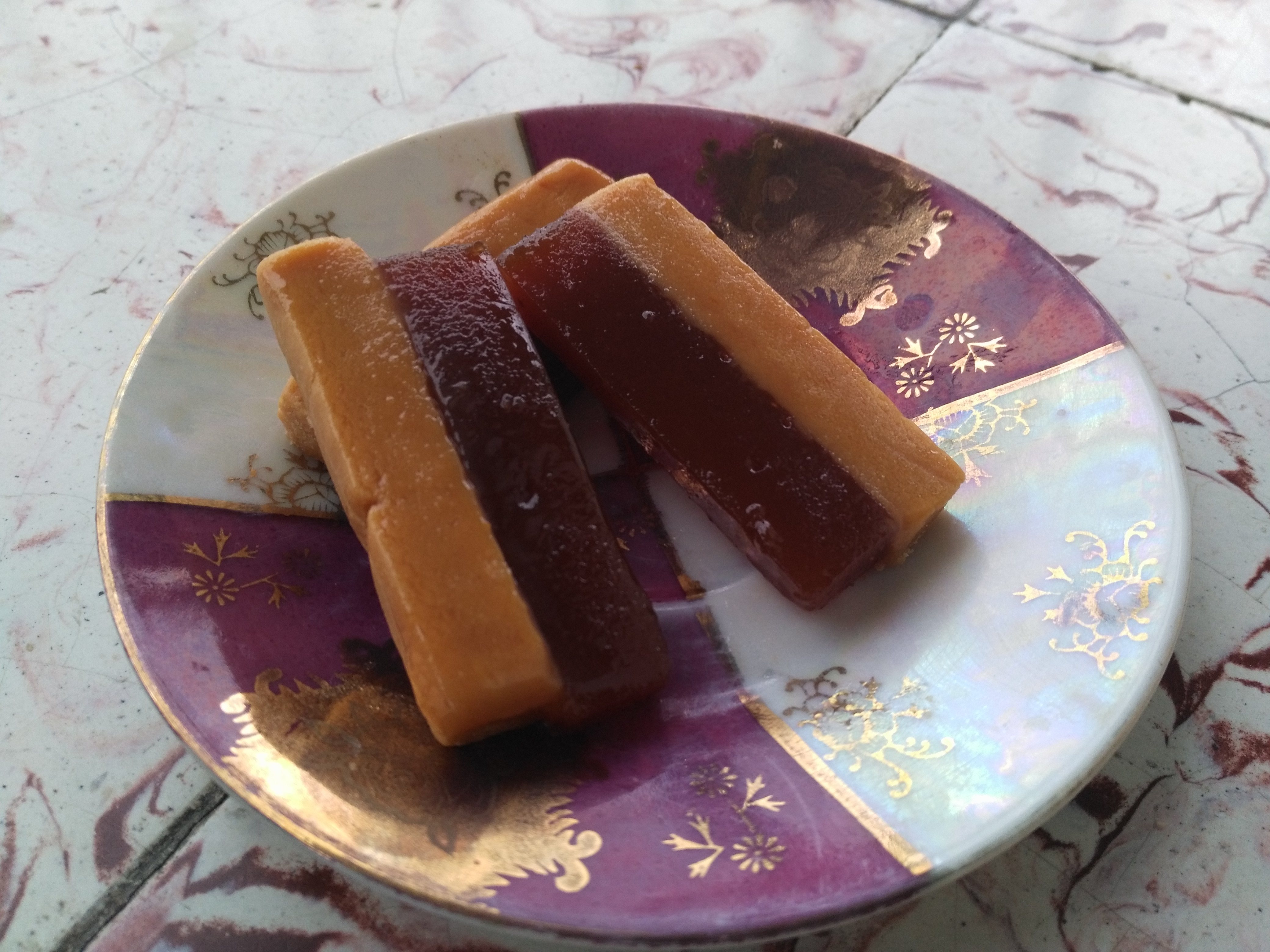
كخيتة نمطية مصنوعة من سفرجل وجوافة.
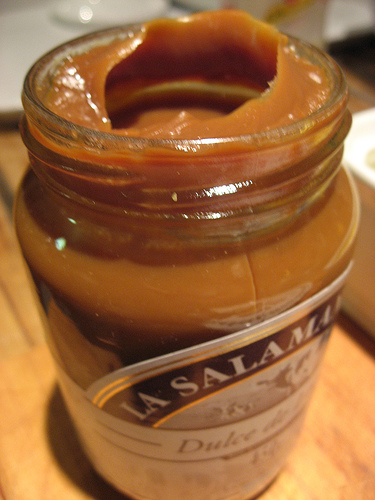
مُنتج تجاري لصلصة كاخيتا
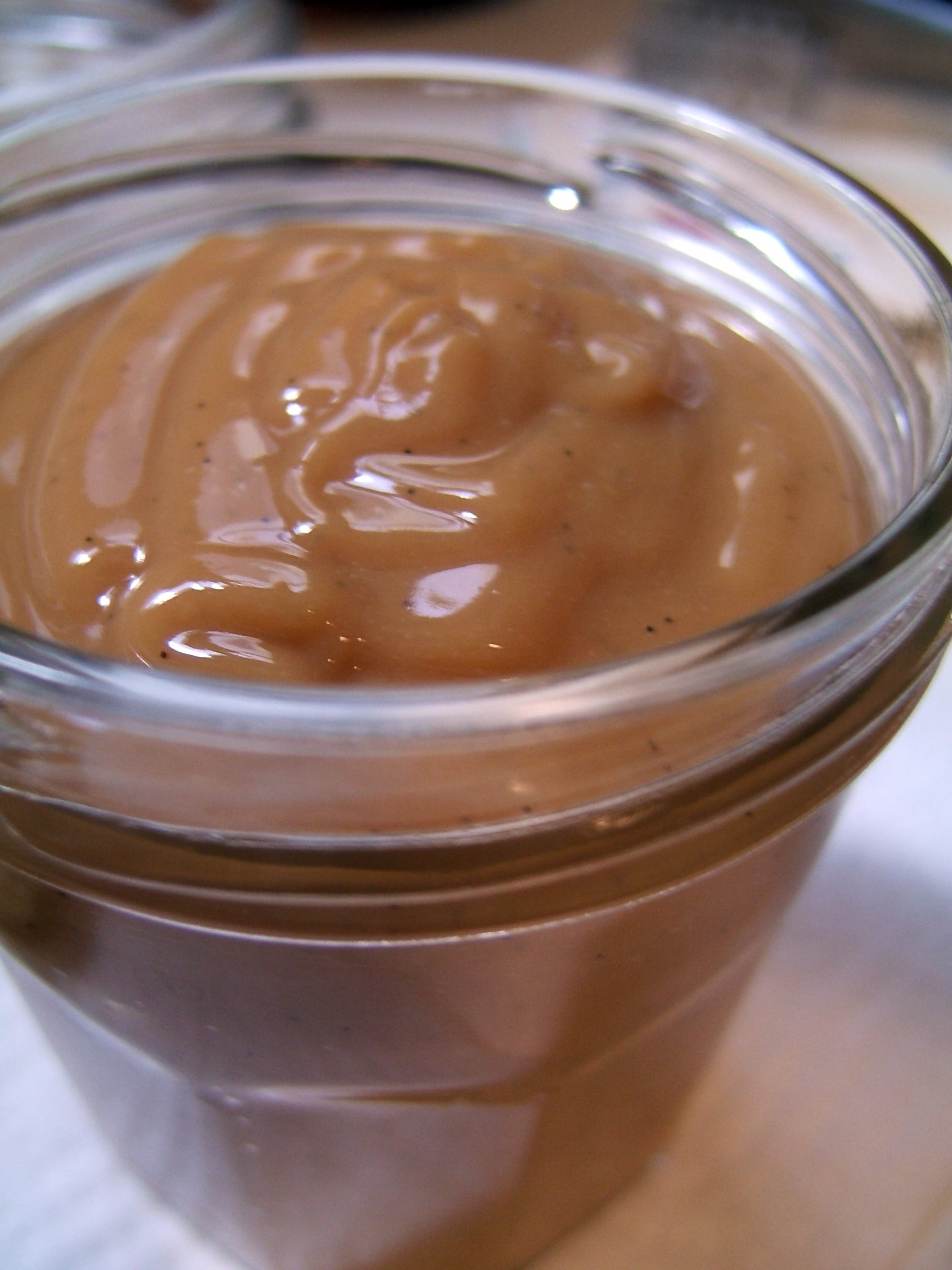
زجاجة من حلوى دولسي دي ليتشه المعروف بمربى الحليب.
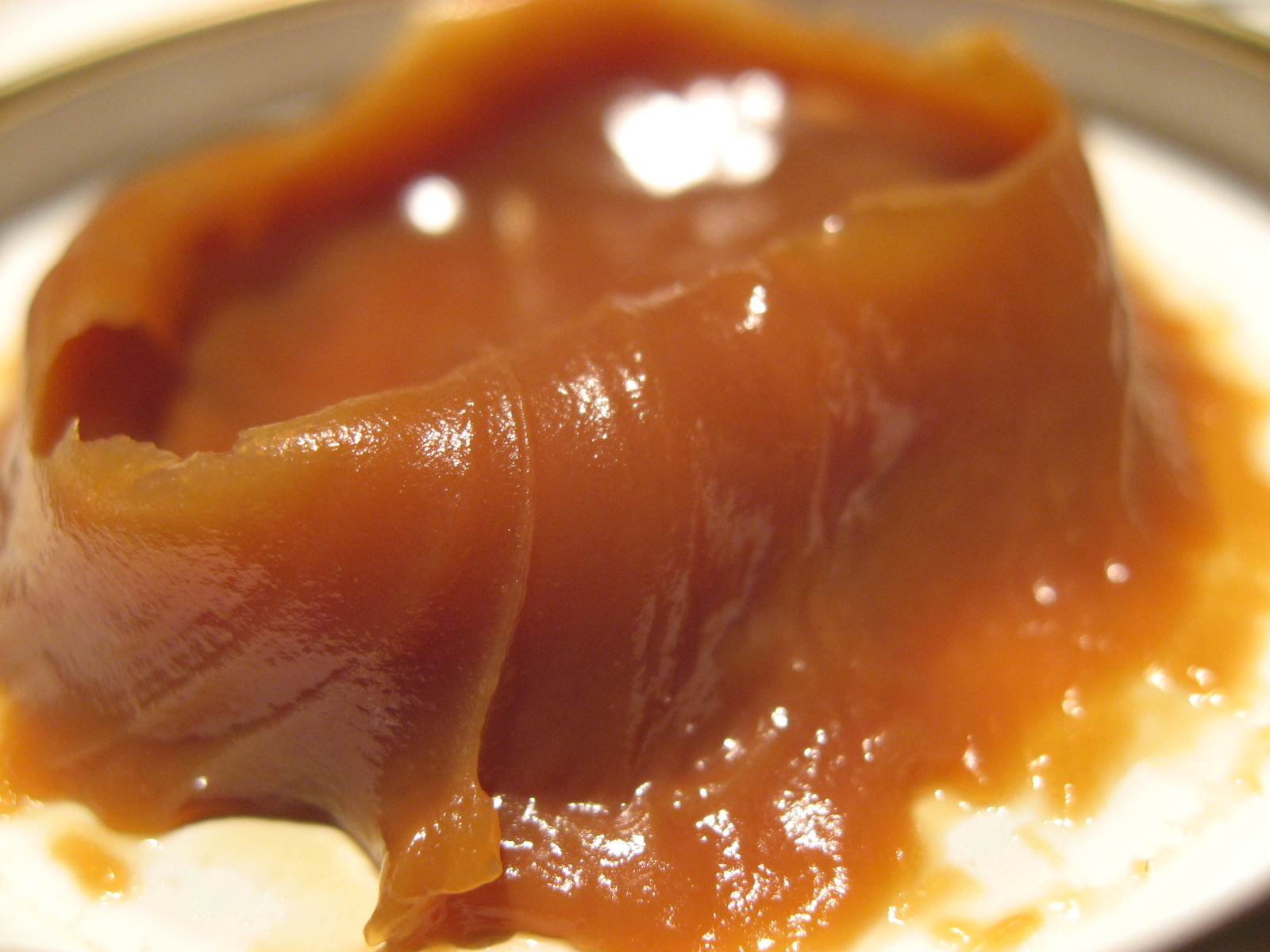
شكل وقوام المزيج
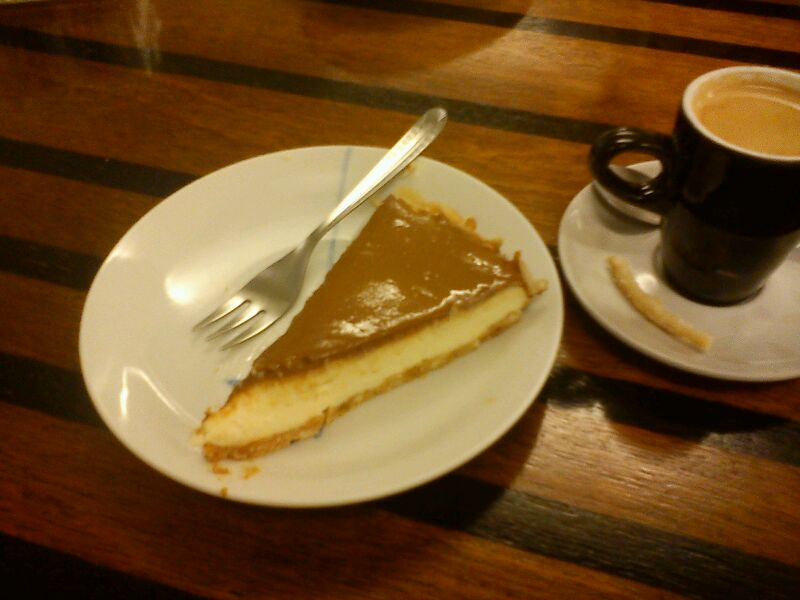
تشيز كيك مُغطى بصلصة الكاغيتا المعروفة بمربى الحليب.
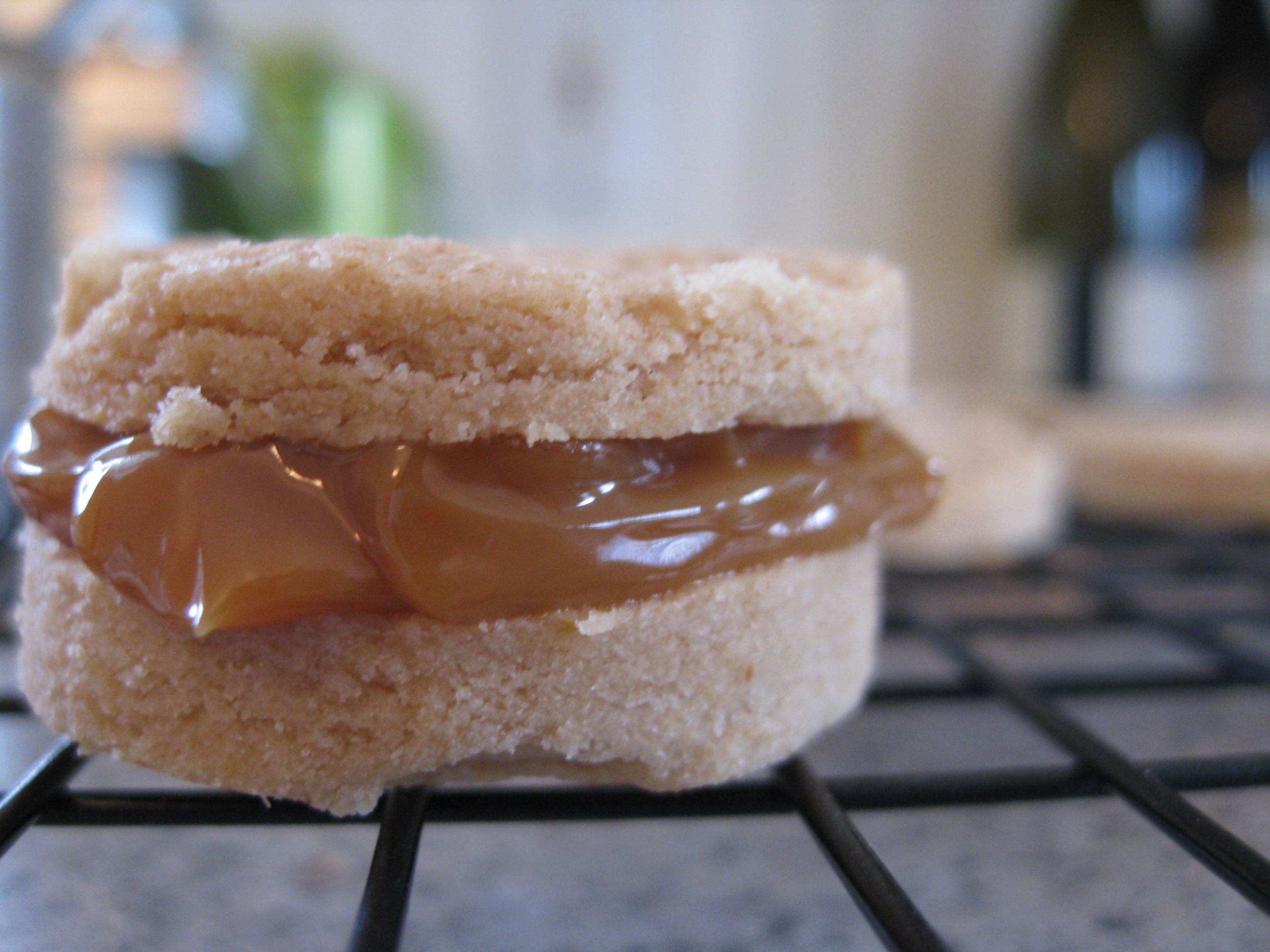
شطيرة ذات حشوة من صلصة الكاغيا او مربى الكاغيتا
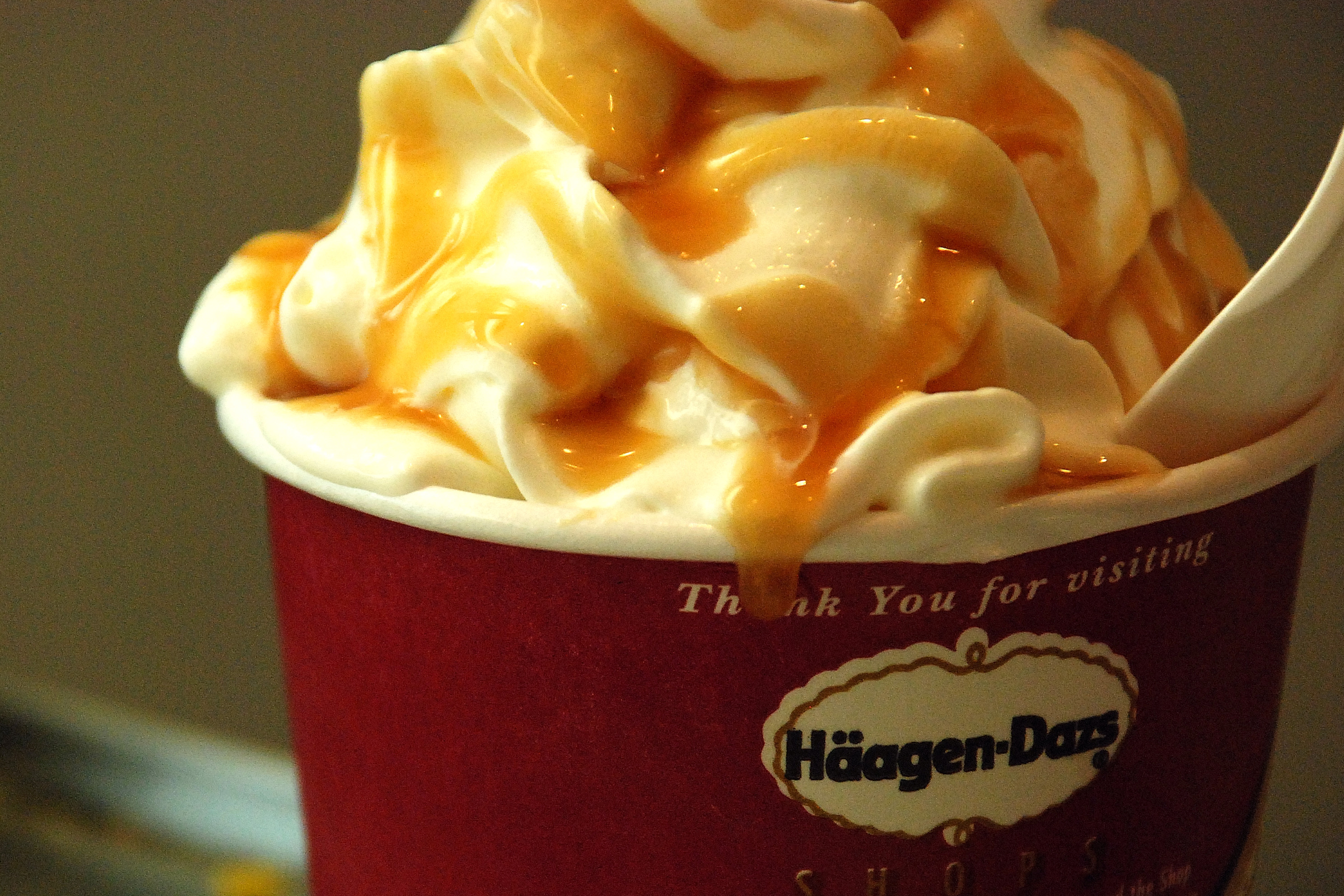
مُثلجات ساوندي [الإنجليزية] عليها صلصة كاخيتا